# Heinz Alisch
Heinz Alisch (* 14. Mai 1917 in Spandau; † 20. Juni 1993 in Berlin) war ein deutscher Komponist.

## Leben
Heinz Alisch wurde als Sohn eines Möbelhändlers geboren. Er besuchte eine Privatschule und wechselte dann auf das Berliner Kant-Gymnasium. Später besuchte er das Reformrealgymnasium in Hennigsdorf (Osthavelland). Bei der Pianistin Agnes Mosler-Sturm erhielt er zwischen 1931 und 1933 Klavierunterricht. 1933 absolvierte er eine kaufmännische Privatschule und lernte ab April 1934 Klarinette an der Orchesterschule der staatlichen akademischen Hochschule in Berlin. Problematisch für seinen weiteren Lebensweg war, dass er aufgrund der jüdischen Herkunft seiner Mutter als „Halbjude“ galt. So konnte er in der Orchesterschule nur aufgenommen werden, weil sein Vater „Frontkämpfer“ gewesen war. Er schloss das Studium 1937 ab, spielte nun Klarinette und Saxophon. In antisemitischen Publikationen Lexikon der Juden in der Musik und Judentum und Musik wurde er bereits aufgeführt. Er war bereits 1935 als „Halbjude“ aus der Reichsmusikkammer ausgeschlossen worden. Nach kurzer Zeit in der Wehrmacht wurde er 1940 als „wehrunwürdig“ entlassen und zur Zwangsarbeit herangezogen. Ein erneuter Antrag auf Aufnahme in die Reichsmusikkammer wurde 1941 abgelehnt.
Während er in Berlin von Gelegenheitsarbeiten lebte, studierte er das Hauptfach Saxophon an der Staatlichen Hochschule für Musik. Nur gelegentlich konnte er wegen des Berufsverbots illegal als Musiker arbeiten. 1944 und 1945 musste er abermals Zwangsarbeit bei der Organisation Todt leisten. Nach Kriegsende trat er mit Kurt Hohenberger, dem Orchester Kurt Widmann sowie mit dem RIAS Tanzorchester unter Werner Müller auf. Ab 1948 schrieb er für das Orchester Arrangements und dirigierte auch. Ab 1950 begleitete er mit seinem Orchester viele Schlagersänger, darunter Willy Schneider bei dessen Evergreen Wenn das Wasser im Rhein goldner Wein wär’ (Februar 1950). Er entschloss sich 1960, freischaffender Künstler zu werden, und komponierte nun Filmmusiken und Lieder, die zu berühmten Schlagern werden sollten, wie Rote Korallen und Eine Rose aus Santa Monica, letzteres interpretiert von Carmela Corren. Er begleitete mit seinem Orchester Künstler wie Peter Alexander, Esther Ofarim und Robert Stolz. 1972, nach dem Tod seiner Frau, gab er den Musikerberuf auf. Er starb in seiner Berliner Wohnung und wurde anonym auf dem Städtischen Friedhof Berlin-Zehlendorf beigesetzt.